# Alan Mansfield
Alan James Mansfield (30 septembre 1902 - 17 juillet 1980) fut le dix-huitième Gouverneur du Queensland en Australie.

## Biographie
Né à Brisbane en 1902, il fit ses études à Sydney. 
Il fut nommé juge à la Cour suprême du Queensland, le 17 mai 1940. Il en fut nommé président le 9 février 1956 et occupa le poste jusqu'à sa retraite le 21 février 1966. 
Pendant qu'il était président de la Cour suprême, Mansfield occupa plusieurs fois le poste de Gouverneur du Queensland par intérim. Il fut nommé gouverneur du Queensland en 1966. Il a occupé le poste jusqu'en 1972. 
Avocat de formation, il a représenté l'Australie au Tribunal militaire international pour l'Extrême-Orient de la Commission des crimes de guerre des Nations unies. 
En 1966, en plus de ses autres fonctions, Mansfield a également été nommé chancelier de l'Université du Queensland. 

## Distinctions
- Chevalier commandeur de l'Ordre de Saint-Michel et Saint-Georges (KCMG - 1958)[1]
- Chevalier commandeur de l'Ordre royal de Victoria (KCVO - 1970)[2]